# Giorgi Gamqrelidze
Giorgi Gamqrelidze, en géorgien : გიორგი გამყრელიძე; né le 4 février 1986 à Tbilissi, Géorgie, URSS, est un joueur géorgien de basket-ball. Il joue au poste de meneur.

## Palmarès
- Champion de Géorgie 2008, 2009
- MVP du championnat de Géorgie 2009